# شمارش معکوس (فیلم ۱۳۷۶)
شمارش معکوس (فیلم) فیلمی به کارگردانی اکبر حر و نویسندگی شکراله اسدی مبرهن ساختهٔ سال ۱۳۷۶ است.

## خلاصه داستان
در زمان جنگ تحميلي به يك گردان غواص مأموريت داده مي شود ضمن نفوذ به جزيره هاي عراق ـ ام الرصاص و ماهي ـ نقطه مشكوكي را در آن جا شناسايي كنند كه در واقع مخفي گاه مهمات شيميايي عراق است. با سرگرم كردن عراقي ها پيش قراولان فتح فاو وارد منطقه مي شوند و حمله وسيعي را آغاز كنند. يك ژنرال عراقي كه با نيروهاي ويژه رياست جمهوري مأمور حفاظت از انبار مهمات شيميايي است، معتقد است به «گنج پنهان» او در جزيره اش تجاوز شده و هرچه سريعتر بايد نيروهاي ايراني را نابود كرد. نيروهاي عراقي در سطح جزيره پخش مي شوند؛ اما سيداحمد سرانجام از طريق نشانه اي كه يكي از رزمندگان پس از شناسايي انبار مهمات شيميايي گذاشته، آن جا را پيدا مي كند و با خبردادن به نيروهاي خودي، اسباب نابودي انبار را فراهم مي كند.

## بازیگران
- حسن عباسی
- محمد برسوزیان
- حبیب الله الهیاری
- شهرزاد صفوی
- سیدمحسن خرم دره
- علی غلامی
- حسن مخمل چی
- مهدی عمدی
- پدرام احمدی
- فراز دالایی
- شهرام اعلایی
- ناصر رحیمی
- محسن عطاران
- علیرضا ذی قیمت
- محمدباقر رزمجومین
- اصغر شقاقی
- مهران کریم پور
- مجید جعفری
- کاظم افرندنیا
- محمدتقی مشهدی اسدالله
- غلامرضا یزدانی
- علی اصغر عبادی
- امیرهوشنگ غلام نیا
- محمدعلی شهرستانی
- علی ستوده نیا
- علی نظری
- علی دهقان
- رضا غفوری
- مصطفی رستمی
- اکبر آبدیده
- قدرت اله رضازاده
- شاهین باباپور
- محسن بکتاش
- حسن رشیدی
- داریوش کاکشپور
- حسین کرملو
- عامر قیمانی
- قاسم بزرگی
- همایون ستاری
- ناصر محمدزاده
- محمد جلیلی
- سیدداوود گرخمی
- حسین بادپای
- قاسم کلاته کلانی
- بهزاد سپهری
- علی طوسی
- مهرداد منصوری
- بهروز فراهانی
- آرام زندی
- شهزاد صفوی
- علی اکبر عبادی